# Orepukia simplex
Orepukia simplex är en spindelart som beskrevs av Forster och Wilton 1973. Orepukia simplex ingår i släktet Orepukia och familjen trattspindlar. Inga underarter finns listade i Catalogue of Life.